# Bauffremont

Stammwappen

Bauffremont ist eine hochadelige Familie des französischen Adels, die erstmals Ende des 11. Jahrhunderts bezeugt ist.

## Geschichte

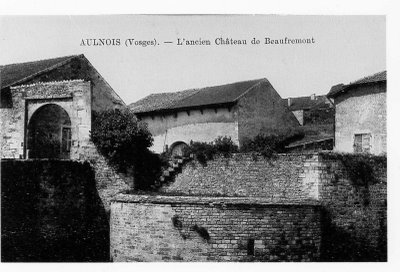
Ruinen von Schloss Beaufremont (Anfang 20. Jh.), infolge der Französischen Revolution enteignet und zerstört, später zurückerworben.

Sie stammt aus dem Ort Beaufremont im heutigen Département Vosges, ließ sich aber aufgrund verwandtschaftlicher Beziehungen zum Haus Vergy im Burgund nieder, wo Pierre de Bauffremont 1448 eine uneheliche Tochter des Herzogs Philipp der Gute heiratete. 1527 erwarb die Familie durch Heirat den Besitz der Familie Vienne-Listenois.
1757 wurden die lebenden Söhne von Louis de Bauffremont († 1755) Louis, Charles Roger und Joseph François in den Reichsfürstenstand erhoben. 1787 Charles Roger zusätzlich zum französischen Herzog von Bauffremont ernannt, was 1817 für dessen Neffen Alexandre Emmanuel wiederholt wurde.

## Stammliste (Auszug)

### Bis zum 14. Jahrhundert
1. Hugo de Baufrimont (Bafroymont), comes, 1092 bezeugt
  1.  ? Hugues I. de Bauffremont, Ritter, 1103 bezeugt
    1. Liébaut I., Ritter, 1110/57 bezeugt ; ⚭ I Elisabeth, ⚭ II Petronilla von Dagsburg, Tochter von Hugo IX., Graf von Dagsburg, und Gertrud
      1. Hugues II. (Huon) de Bauffremont, † vor 1180
        1. Liébaud II., 1165/1225 bezeugt, Sire de Bauffremont ; ⚭ I Hadvide von Vaudémont, Tochter von Gerhard II., Graf von Vaudémont (Haus Châtenois); ⚭ II Isabelle de Reynel, Tochter von Wiard, Seigneur de Reynel
          1. (wohl II) Pierre I., † wohl 1240, Sire de Bauffremont ; ⚭ I NN; ⚭ II Agnès de Vergy, 1255 Dame de Morey, † vor 1268, Tochter von Guillaume I., Sire de Mirabeau (Haus Vergy)
            1. (I) Liébaud III., † 1303, Sire de Bauffremont, Marschall von Burgund ; ⚭ II Marguerite de Choiseul, Dame de Scey-sur-Saône, Tochter von Robert
              1. Vauthier, † 1335, Seigneur de Scey, 1302 Sire de Bauffremont
                1. Liébaud IV., † nach 1372, Sire de Bauffremont
                  1. Philibert, † vor 1417, Sire de Bauffremont, Gouverneur von Bar
                    1. Jean, X 1415, Seigneur de Montfort et de Savoisy

                2. Huart, † 1380, 1344 Sire de Scey – Nachkommen siehe unten

              2. Huart, † vor 1305, 1302 Seigneur de Ruppes – Nachkommen : die Marquis de Sennecey, † 1680

          2. Huart, X 1255, Seigneur de La Buille, dann Sire de Bulgnéville ; ⚭ Béatrice de Longwy – Nachkommen : die Sires de Bulgnéville, † 1440

### Die Comtes de Charny und Barons de Scey
1. Huart, † 1380, 1344 Sire de Scey – Vorfahren siehe oben
  1. Henri, † nach 1410, Sire de Scey; ⚭ Jeanne de Vergy, Dame de Mirebeau, de Bourbonne et de Charny, † 1410, Tochter von Guillaume (Haus Vergy)
    1. Guillaume, † 1474, Baron de Scey
      1. Charles, † 1514, Baron de Scey, ⚭ Antoinette Pot, † nach 1501, Tochter von Jacques Pot (Haus Pot)
        1. Claude, † 1536, Baron de Scey, Seigneur de Sombernon et de Clairvaux ; ⚭ 1527 Anne de Vienne, Dame de Listenois, † 1540, Tochter von François
          1. Claude de Bauffremont, † 1593, Baron de Scey, 1561 Bischof von Troyes
          2. Jean de Bauffremont, † 1606, Seigneur de Clairvaux, Baron de Scey, Seigneur de Listenois et d’Arc-en-Barrois ; ⚭ 1559 Anne Tochter von Jean Poupet Seigneur de La Chaux ; ⚭ II 1566 Béatrix Tochter von Henri de Pontailler Seigneur de Flagey
            1. (II) Claude, † 1635, Abt von Balerne
            2. (II) Guillaume II., † 1599, Baron de Scey et de Sombernon ; ⚭ 1588 Claudine Tochter von Chrétien de Villelume Vicomte de Marigna
              1. Claude, † 1660, Baron de Scey et de Clairvaux, Marquis de Meximieux, Vicomte de Marigna ; ⚭ Marguerite Tochter von Joachim de Poligny Baron de Châtillon-sur-Lison
                1. Charles Louis, † 1682, Marquis de Meximieux, Baron de Scey et de Clairvaux,  Vicomte de Marigna, Seigneur de Montsaugeon ; ⚭ 1640 Louise de Bauffremont, Dame de Clairvaux et de Listenais – Nachkommen siehe unten
                2. Béatrix-Thérèse ; ⚭ 1648 François de Raigecourt Baron de Bremoncourt

            3. (II) Joachim, † 1635, Seigneur de Clairvaux, de Listenois et d’Arc-en-Barrois ; ⚭ I Claudine Marguerite de Coligny, Tochter von Philibert de Coligny Baron de Cressia ; ⚭ II 1619 Marguerite de Rye de La Palud Tochter von Christophe de Rye de La Palud Comte de Varax
              1. (II) Claude-Charles, † 1651, Seigneur de Clairvaux et de Listenois
              2. (II) Louise-Françoise Dame de Clairvaux et de Listenois ; ⚭ 1640 Charles Marquis de Meximieux, † 1682.
              3. (II) Desle ; ⚭ 1655 Charles de Watteville, Marquis de Conflans, † 1699

            4. (II) Claudine ; ⚭ 1587 Clériadus de Ray Baron de Roulans
            5. (II) Rose ; ⚭ 1590 Jérôme d’Achey
            6. (II) Louise ; ⚭ Charles Baron de Montfort

          3. Claudine ; ⚭ 1546 François Comte des Cars., † nach 1595
          4. Antoine de Bauffremont, genannt de Vienne, 1577 Marquis de Listenois et d’Arc-en-Barrois ; ⚭ 1553 Anne de Clermont Tochter von René de Clermont Seigneur de Saint-Georges.
            1. Anne, genannt „le Marquis d’Arc“, X 1587 ; ⚭ 1587 Marie Tochter von Claude d’Orgemont Seigneur de Méry-sur-Oise.

    2. Pierre, † 1472, 1456 Comte de Charny, 1430 Ritter des Ordens vom Goldenen Vlies; ⚭ I Jeanne de Montagu; ⚭ II Agnes de Saulx ; ⚭ III Marie Bâtarde de Bourgogne, †vor 1475, uneheliche Tochter von Philipp dem Guten, Herzog von Burgund (Haus Burgund)
      1. Antoinette, † 1483, 1472 Comtesse de Charny et de Montfort; ⚭ Antoine de Luxembourg, Comte de Brienne, de Ligny et de Roussy, † 1519 (Haus Luxemburg-Ligny)
      2. Jeanne, † 1508, Dame de Mirebeau etc. ; ⚭ I Jacques Rolin, X 1476, ⚭ II Philippe de Longvy, Seigneur de Ragon, † 1493 (Haus Chaussin) ; ⚭ III Helyon de Grandson, † 1505
      3. Philiberte, † 1481 ; ⚭ Jean de Longvy, † 1510 (Haus Chaussin)

    3. Jean, † 1462, Seigneur de Mirebeau et de Bourbonne ; ⚭ Margurite de Chalon, 1462/77 bezeugt, Tochter von Jean, Seigneur de Vitteaux (Haus Burgund-Ivrea)
      1. Pierre, † vor 1474, Seigneur de Mirebeau
      2. Anne, Dame de Bourbonne ; ⚭ Pierre de Bauffremont, Seigneur de Soye, † 1505

  2. Pierre, 1397 Großprior der Johanniter in Frankreich
  3. Vauthier, Herr zu Fentsch (Fontoy, Moselle) – Nachkommen, † vor 1440

### Die Marquis de Listenois und Fürsten von Marnay
1. Charles Louis, † 1682, Marquis de Meximieux, Baron de Scey et de Clairvaux,  Vicomte de Marigna, Seigneur de Montsaugeon ; ⚭ 1640 Louise de Bauffremont, Dame de Clairvaux et de Listenais – Vorfahren siehe oben
  1. Ferdinand, † 1657, Marquis de Listenais,
  2. Claude-Paul, X 1674, Marquis de Listenais
  3. Jean-Baptiste, Abt von Luxeuil
  4. Pierre, † 1685, Marquis de Listenais, Baron de Scey et de Clairvaux, Vicomte de Marigna et Seigneur de Montsaugeon, ⚭ 1681 Marie Tochter von Bertrand des Barres Seigneur de Mirebeau
    1. Jacques-Antoine, X 1710, Marquis de Listenais etc., Ritter des Ordens vom Goldenen Vlies ; ⚭ 1706 Louise Tochter von Louis II. Comte de Mailly
    2. Louis-Bénigne, † 1755, Marquis de Bauffremont, dann Marquis de Listenais, de Clairvaux et de Marnay, Vicomte de Marigna, Seigneur de Mirebeau, 1738 Lieutenant-général, Ritter des Ordens vom Goldenen Vlies ; ⚭ 1712 Hélène Princesse de Courtenay, † 1768, Tochter von Louis Seigneur de Chevillon
      1. Louis, † 1769, Marquis und 1757 Prince de Bauffremont, Reichsfürst von Marnay, 1748 Lieutenant-général  ; ⚭ 1735 Marie-Susanne, Tochter von Henri de Ténarre Marquis de Montmain
        1. Louise Bénigne, † 1803, Reichsfürstin von Marnay ; ⚭ 1762 Joseph Prince de Bauffremont-Listenais, † 1781

      2. Charles Roger, † 1795, Prince de Bauffremont, Reichsfürst von Marnay, 1787 Duc de Bauffremont, Pair von Frankreich, Ritter des Ordens vom Goldenen Vlies
      3. Joseph, † 1781, Prince de Bauffremont-Listenais, Marquis de Mirebeau, Comte de Cézy, Reichsfürst von Marnay ; ⚭ 1762 Louise Tochter von Louis Prince de Bauffremont.
        1. Adélaide Charlotte, † 1789, Kanonikerin
        2. Alexandre Emmanuel, † 1833, Duc et Prince de Bauffremont-Listenais, Pair de France ; ⚭ 1787 Marie-Antoinette, † 1847, Tochter von Paul Duc de La Vauguyon – Nachkommen siehe unten
        3. Hélène, † 1836 ; ⚭ 1817 Gabriel Comte de Choiseul-Gouffier, † 1817.
        4. Hortense-Geneviève, † 1848 ; ⚭ I 1804 Joseph Auguste de Narbonne-Lara, Vicomte de Saint-Girons, † 1825 ; ⚭ II Pietro Giulio Conte Ferrari de Romans, † 1864

      4. Pierre, † 1742

  5. Charles-Emmanuel, † 1733, Abt von Luxeuil
  6. 4 Töchter, Nonnen

### Die Herzöge und Fürsten von Bauffremont
1. Alexandre Emmanuel, † 1833, Duc et Prince de Bauffremont-Listenais, Pair de France ; ⚭ 1787 Marie-Antoinette, † 1847, Tochter von Paul Duc de La Vauguyon – Vorfahren siehe oben
  1. Alphonse-Charles, † 1860, Duc et Prince de Bauffremont-Listenais, Pair de France ; ⚭1822 Caterina Moncada, † 1878, Tochter von Gian Luigi Moncada Principe di Paterno
    1. Roger Alexandre, † 1891, Duc et Prince de Bauffremont-Listenais ; ⚭ 1849 Laure Le Roux
    2. Paul Antoine, † 1893, 1891 Duc et Prince de Bauffremont ; ⚭ Marie Tochter von Joseph Riquet de Caraman Fürst von Chimay.
      1. Catherine-Marie, † 1932
      2. Jeanne-Marie, † 1935

  2. Théodore Paul, † 1853, Prince de Bauffremont-Courtenay ; ⚭ 1819 Anne de Montmorency, † 1860, Tochter von Anne Charles François de Montmorency, Duc de Montmorency (Haus Montmorency)
    1. Elisabeth-Antoinette ; ⚭ 1837 Armand de Gontaut-Biron Marquis de Saint-Blancard
    2. Anne Antoine, † 1897, 1893 Prince et Duc de Bauffremont ; ⚭ 1842 Pauline Tochter von Augustin Comte de La Feuilade.
      1. Pierre Laurent Léopold, † 1917, 1897 Prince et Duc de Bauffremont ; ⚭ 1865 Maria Cristina Osoroio de Moscoso y Borbón, 9. Duquesa de Atrisco, † 1904, Tochter von José Osorio de Moscoso y Carvajal, 17. Duque de Sessa, 8. Duque de Montemar – Nachkommen
      2. Marguerite-Laurence ; ⚭ 1868 Jean-Charles de Nettancourt-Vaubecourt
      3. Pierre-Laurent-Alphonse, † 1875, Prince de Bauffremont

### Liste der Herzöge von Bauffremont

Großes Wappen

1. 1818–1833: Alexandre de Bauffremont (1773–1833), 1. Herzog
2. 1833–1860: Alphonse de Bauffremont (1792–1860), 2. Herzog
3. 1860–1891: Roger de Bauffremont (1823–1891), 3. Herzog
4. 1891–1893: Paul de Bauffremont (1827–1893), 4. Herzog
5. 1893–1897: Gontran de Bauffremont (1822–1897), 5. Herzog
6. 1897–1917: Pierre Eugène de Bauffremont (1843–1917), 6. Herzog
7. 1917–1945: Théodore Pierre de Bauffremont (1879–1945), 7. Herzog
8. 1945–2020: Jacques de Bauffremont-Courtenay (1922–2020), 8. Herzog
9. seit 2020: Charles-Emmanuel de Bauffremont (* 1946), 9. Herzog